# مارتین هایرر
مارتین هایرر (به آلمانی:Martin Hairer) (زاده ۱۴ نوامبر ۱۹۷۵) ریاضی‌دان اتریشی ساکن انگلیس است.

## دریافت جایزه
او همراه با مریم میرزاخانی و دو ریاضی‌دان دیگر برندهٔ جایزه فیلدز ۲۰۱۴ شده‌است. او تحصیلات خود را در رشتهٔ ریاضی در دانشگاه ژنو آغاز کرد و در رشتهٔ فیزیک به‌انجام رساند.
در ۱۲ سپتامبر ۲۰۲۰ مارتین هایرر" به پاس کارهایی که به گفته یکی از همکارانش گویی توسط بیگانگان فرازمینی انجام شده‌است، صاحب جایزه ۳ میلیون دلاری ریاضیات موسوم به "جایزه بریکترو" یا جایزه دستاورد علمی شد که گرانبهاترین جایزه ریاضی در دنیا است.

## تحصیلات
زمینهٔ تخصصی وی آنالیز تصادفی است.